# Return of the Footsoldier
Return of the Footsoldier (Originaltitel: Rise of the Footsoldier Part II) ist ein britisches Filmdrama aus dem Jahr 2015 und die offizielle Fortsetzung des auf wahren Begebenheiten beruhenden Filmes Footsoldier aus dem Jahr 2007. Die darauffolgenden Teile der Rise of the Footsoldier-Filmreihe konzentrieren sich auf das Leben der Gangster Patrick „Pat“ Tate, Anthony „Tony“ Tucker und Craig Rolfe, die 1995 bei dem Dreifachmord von Rettendon erschossen wurden.

## Handlung
Seit sein bester Freund Tony Tucker zusammen mit zwei Freunden bei einem Attentat erschossen wurden, welches englandweit als sogenannter Dreifachmord von Rettendon Schlagzeilen machte, entwickelt der einstige Inter-City-Firm-Hooligan und heutige Berufsschläger Carlton Leach heftige paranoide Tendenzen, die er in Alkohol und Kokain ertränkt und unter denen auch sein Familienleben erheblich leidet. Sein Ruf nimmt nach und nach ab und viele seiner Geschäftspartner wollen aufgrund seiner Unberechenbarkeit, nicht mehr mit ihm zusammen arbeiten. Er entscheidet sich dafür, sich wieder hochzukämpfen, schwört seinem Konsum ab und gründet gemeinsam mit seinem Partner Shawn eine neue Gang. Als die Mitglieder der Bande ihre Aktivitäten als Handlanger, Security und Vollstrecker jedoch auf Südportugal ausdehnen, geraten sie an einen Gegner, mit dem nicht zu spaßen ist.

## Hintergrund
Im Jahr 2010 erschien der Film Bonded by Blood, der von der deutschen Verleihfirma Ascot Elite irrtümlicherweise unter dem Titel Footsoldier 2 als Fortsetzung von Footsoldier angepriesen wurde. Jedoch ist dieser Film keine Fortsetzung, sondern eine Neuverfilmung, die schlichtweg teilweise die gleichen Schauspieler für die gleichen Rollen beinhaltet. In der Handlung jedoch spiegelt sich die Story weder als Prequel, noch als Sequel wider. Return of the Footsoldier knüpft wiederum ganz klar an die Handlung von Footsoldier an und auch Ricci Harnett kehrt wieder in der Hauptrolle des Carlton Leach zurück.

## Fortsetzung
Am 3. November 2017 erschien mit Rise of the Footsoldier III – Die Pat Tate Story eine Fortsetzung von Zackary Adler zum Film Return of the Footsoldier, wobei diese inhaltlich auf Footsoldier aus dem Jahr 2007 aufbaut und den kriminellen Werdegang von Patrick „Pat“ Tate beleuchtet. Mit Rise of the Footsoldier: The Heist erschien am 8. November 2019 die offizielle Fortsetzung von dem Regisseur Andrew Loveday, in der Craig Fairbrass, Terry Stone und Roland Manookian erneut Teil der Besetzung sind. Am 3. September 2021 erschien mit Nick Neverns Rise of the Footsoldier – Origins der fünfte Teil der Rise of the Footsoldier-Reihe der den Fokus auf das Leben von Anthony „Tony“ Tucker legt.